# Calendario delle elezioni in Italia
Questo calendario delle elezioni in Italia comprende tutte le elezioni politiche, europee, regionali e amministrative svoltesi nella Repubblica Italiana dal secondo dopoguerra ad oggi.
Il medesimo elenco fino al livello regionale, con le liste partecipanti, le coalizioni ed i risultati come seggi attribuiti, è disponibile come banca dati navigabile.

## Elezione dell'Assemblea Costituente
- 2-3 giugno 1946: Elezioni politiche in Italia del 1946

## Elezioni del Parlamento italiano
Elezioni per la Camera dei deputati e il Senato della Repubblica.
1. 18-19 aprile 1948: Elezioni politiche in Italia del 1948
2. 7-8 giugno 1953: Elezioni politiche in Italia del 1953
3. 25-26 maggio 1958: Elezioni politiche in Italia del 1958
4. 28-29 aprile 1963: Elezioni politiche in Italia del 1963
5. 19-20 maggio 1968: Elezioni politiche in Italia del 1968
6. 7-8 maggio 1972: Elezioni politiche in Italia del 1972
7. 20-21 giugno 1976: Elezioni politiche in Italia del 1976
8. 3-4 giugno 1979: Elezioni politiche in Italia del 1979
9. 26-27 giugno 1983: Elezioni politiche in Italia del 1983
10. 14-15 giugno 1987: Elezioni politiche in Italia del 1987
11. 5-6 aprile 1992: Elezioni politiche in Italia del 1992
12. 27-28 marzo 1994: Elezioni politiche in Italia del 1994
13. 21 aprile 1996: Elezioni politiche in Italia del 1996
14. 13 maggio 2001: Elezioni politiche in Italia del 2001
15. 9-10 aprile 2006: Elezioni politiche in Italia del 2006
16. 13-14 aprile 2008: Elezioni politiche in Italia del 2008
17. 24-25 febbraio 2013: Elezioni politiche in Italia del 2013
18. 4 marzo 2018:  Elezioni politiche in Italia del 2018
19. 25 settembre 2022: Elezioni politiche in Italia del 2022

## Elezioni del Parlamento europeo
Elezione degli europarlamentari spettanti all'Italia.
1. 10 giugno 1979: Elezioni europee del 1979
2. 17 giugno 1984: Elezioni europee del 1984
3. 18 giugno 1989: Elezioni europee del 1989
4. 12 giugno 1994: Elezioni europee del 1994
5. 13 giugno 1999: Elezioni europee del 1999
6. 12-13 giugno 2004: Elezioni europee del 2004
7. 6-7 giugno 2009: Elezioni europee del 2009
8. 25 maggio 2014: Elezioni europee del 2014
9. 26 maggio 2019: Elezioni europee del 2019
10. 8-9 giugno 2024: Elezioni europee del 2024

## Elezioni regionali

### Regioni a statuto ordinario
Sono interessate 15 regioni: Abruzzo, Basilicata, Calabria, Campania, Emilia-Romagna, Lazio, Liguria, Lombardia, Marche, Molise, Piemonte, Puglia, Toscana, Umbria, Veneto.
Dal 1970 al 2010, generalmente tutte le votazioni si svolgevano ogni cinque anni in un'unica data (salvo eccezioni). In seguito hanno invece un calendario largamente sfalsato tra loro, in quanto - anche in virtù della revisione del titolo V della Costituzione (2001) - le regioni hanno iniziato a convocare in autonomia le proprie elezioni, e si sono avute tornate elettorali anticipate dovute soprattutto a dimissioni o sfiducia dei presidenti.
- 7 giugno 1970: Elezioni regionali in Italia del 1970
- 15 giugno 1975: Elezioni regionali in Italia del 1975
- 8 giugno 1980: Elezioni regionali in Italia del 1980
- 12 maggio 1985: Elezioni regionali in Italia del 1985
- 6 maggio 1990: Elezioni regionali in Italia del 1990
- 23 aprile 1995: Elezioni regionali in Italia del 1995
- 16 aprile 2000: Elezioni regionali in Italia del 2000
- 11 novembre 2001: Elezioni regionali in Molise del 2001
- 3-4 aprile 2005: Elezioni regionali in Italia del 2005
- 5-6 novembre 2006 : Elezioni regionali in Molise del 2006
- 14-15 dicembre 2008: Elezioni regionali in Abruzzo del 2008
- 28-29 marzo 2010: Elezioni regionali in Italia del 2010
- 16-17 ottobre 2011: Elezioni regionali in Molise del 2011
- 24-25 febbraio 2013: Elezioni regionali nel Lazio, in Lombardia e in Molise
- 17-18 novembre 2013: Elezioni regionali in Basilicata del 2013
- 25 maggio 2014: Elezioni regionali in Abruzzo e in Piemonte
- 23 novembre 2014: Elezioni regionali in Calabria e in Emilia-Romagna
- 31 maggio 2015: Elezioni regionali in Italia del 2015
- 4 marzo 2018: Elezioni regionali nel Lazio e in Lombardia
- 22 aprile 2018: Elezioni regionali in Molise del 2018
- 10 febbraio 2019: Elezioni regionali in Abruzzo del 2019
- 24 marzo 2019: Elezioni regionali in Basilicata del 2019
- 26 maggio 2019: Elezioni regionali in Piemonte del 2019
- 27 ottobre 2019: Elezioni regionali in Umbria del 2019
- 26 gennaio 2020: Elezioni regionali in Calabria e in Emilia-Romagna
- 20-21 settembre 2020: Elezioni regionali in Italia del 2020
- 3-4 ottobre 2021: Elezioni regionali in Calabria del 2021
- 12-13 febbraio 2023: Elezioni regionali nel Lazio e in Lombardia
- 25-26 giugno 2023: Elezioni regionali in Molise del 2023
- 10 marzo 2024: Elezioni regionali in Abruzzo del 2024
- 21-22 aprile 2024: Elezioni regionali in Basilicata del 2024
- 8-9 giugno 2024: Elezioni regionali in Piemonte del 2024
- 27-28 ottobre 2024: Elezioni regionali in Liguria del 2024
- 17-18 novembre 2024: Elezioni regionali in Emilia-Romagna e in Umbria
- 28-29 settembre 2025: Elezioni regionali nelle Marche del 2025
- 5-6 ottobre 2025: Elezioni regionali in Calabria del 2025
- 12-13 ottobre 2025: Elezioni regionali in Toscana del 2025
- Autunno 2025 (da definire): Campania, Puglia, Veneto

### Friuli-Venezia Giulia
- 10 maggio 1964: Elezioni regionali in Friuli-Venezia Giulia del 1964
- 26 maggio 1968: Elezioni regionali in Friuli-Venezia Giulia del 1968
- 17 giugno 1973: Elezioni regionali in Friuli-Venezia Giulia del 1973
- 25 giugno 1978: Elezioni regionali in Friuli-Venezia Giulia del 1978
- 26 giugno 1983: Elezioni regionali in Friuli-Venezia Giulia del 1983
- 26 e 27 giugno 1988: Elezioni regionali in Friuli-Venezia Giulia del 1988
- 6 giugno 1993: Elezioni regionali in Friuli-Venezia Giulia del 1993
- 14 giugno 1998: Elezioni regionali in Friuli-Venezia Giulia del 1998
- 8 e 9 giugno 2003: Elezioni regionali in Friuli-Venezia Giulia del 2003
- 13 e 14 aprile 2008: Elezioni regionali in Friuli-Venezia Giulia del 2008
- 21 e 22 aprile 2013: Elezioni regionali in Friuli-Venezia Giulia del 2013
- 29 aprile 2018: Elezioni regionali in Friuli-Venezia Giulia del 2018
- 2 e 3 aprile 2023: Elezioni regionali in Friuli-Venezia Giulia del 2023

### Sardegna
- 8 maggio 1949: Elezioni regionali in Sardegna del 1949
- 14 giugno 1953: Elezioni regionali in Sardegna del 1953
- 16 giugno 1957: Elezioni regionali in Sardegna del 1957
- 18 giugno 1961: Elezioni regionali in Sardegna del 1961
- 13 giugno 1965: Elezioni regionali in Sardegna del 1965
- 15 giugno 1969: Elezioni regionali in Sardegna del 1969
- 16 giugno 1974: Elezioni regionali in Sardegna del 1974
- 17 giugno 1979: Elezioni regionali in Sardegna del 1979
- 24 giugno 1984: Elezioni regionali in Sardegna del 1984
- 11 giugno 1989: Elezioni regionali in Sardegna del 1989
- 12 e 26 giugno 1994[2]: Elezioni regionali in Sardegna del 1994
- 13 e 27 giugno 1999[2]: Elezioni regionali in Sardegna del 1999
- 12 e 13 giugno 2004: Elezioni regionali in Sardegna del 2004
- 15 e 16 febbraio 2009: Elezioni regionali in Sardegna del 2009
- 16 febbraio 2014: Elezioni regionali in Sardegna del 2014
- 24 febbraio 2019: Elezioni regionali in Sardegna del 2019
- 25 febbraio 2024: Elezioni regionali in Sardegna del 2024

### Sicilia
Elezioni per l'Assemblea regionale siciliana (dal 2001 anche con elezione diretta del Presidente della Regione Siciliana):
- 20 aprile 1947: Elezioni regionali in Sicilia del 1947
- 3 giugno 1951: Elezioni regionali in Sicilia del 1951
- 5 giugno 1955: Elezioni regionali in Sicilia del 1955
- 7 giugno 1959: Elezioni regionali in Sicilia del 1959
- 9 giugno 1963: Elezioni regionali in Sicilia del 1963
- 11 giugno 1967: Elezioni regionali in Sicilia del 1967
- 13 giugno 1971: Elezioni regionali in Sicilia del 1971
- 20 giugno 1976: Elezioni regionali in Sicilia del 1976
- 21 giugno 1981: Elezioni regionali in Sicilia del 1981
- 22 giugno 1986: Elezioni regionali in Sicilia del 1986
- 16 giugno 1991: Elezioni regionali in Sicilia del 1991
- 16 giugno 1996: Elezioni regionali in Sicilia del 1996
- 24 giugno 2001: Elezioni regionali in Sicilia del 2001
- 28 maggio 2006: Elezioni regionali in Sicilia del 2006
- 13 e 14 aprile 2008: Elezioni regionali in Sicilia del 2008
- 28 e 29 ottobre 2012: Elezioni regionali in Sicilia del 2012
- 5 novembre 2017: Elezioni regionali in Sicilia del 2017
- 25 settembre 2022: Elezioni regionali in Sicilia del 2022

### Trentino-Alto Adige
- 28 novembre 1948: Elezioni regionali in Trentino-Alto Adige del 1948
- 16 novembre 1952: Elezioni regionali in Trentino-Alto Adige del 1952
- 11 novembre 1956: Elezioni regionali in Trentino-Alto Adige del 1956
- 6 novembre 1960: Elezioni regionali in Trentino-Alto Adige del 1960
- 15 novembre 1964: Elezioni regionali in Trentino-Alto Adige del 1964
- 17 novembre 1968: Elezioni regionali in Trentino-Alto Adige del 1968
- 18 novembre 1973: Elezioni regionali in Trentino-Alto Adige del 1973
- 19 novembre 1978: Elezioni regionali in Trentino-Alto Adige del 1978
- 20 novembre 1983: Elezioni regionali in Trentino-Alto Adige del 1983
- 20 novembre 1988: Elezioni regionali in Trentino-Alto Adige del 1988
- 21 novembre 1993: Elezioni regionali in Trentino-Alto Adige del 1993
- 22 novembre 1998: Elezioni regionali in Trentino-Alto Adige del 1998
- 26 ottobre 2003: Elezioni regionali in Trentino-Alto Adige del 2003
- 26 ottobre e 9 novembre 2008: Elezioni regionali in Trentino-Alto Adige del 2008
- 27 ottobre 2013: Elezioni regionali in Trentino-Alto Adige del 2013
- 21 ottobre 2018: Elezioni regionali in Trentino-Alto Adige del 2018
- 22 ottobre 2023: Elezioni regionali in Trentino-Alto Adige del 2023

### Valle d'Aosta
- 24 aprile 1949: Elezioni regionali in Valle d'Aosta del 1949
- 14 novembre 1954: Elezioni regionali in Valle d'Aosta del 1954
- 17 maggio 1959: Elezioni regionali in Valle d'Aosta del 1959
- 27 ottobre 1963: Elezioni regionali in Valle d'Aosta del 1963
- 21 aprile 1968: Elezioni regionali in Valle d'Aosta del 1968
- 10 giugno 1973: Elezioni regionali in Valle d'Aosta del 1973
- 25 giugno 1978: Elezioni regionali in Valle d'Aosta del 1978
- 26 giugno 1983: Elezioni regionali in Valle d'Aosta del 1983
- 26 e 27 giugno 1988: Elezioni regionali in Valle d'Aosta del 1988
- 30 maggio 1993: Elezioni regionali in Valle d'Aosta del 1993
- 31 maggio 1998: Elezioni regionali in Valle d'Aosta del 1998
- 8 giugno 2003: Elezioni regionali in Valle d'Aosta del 2003
- 25 maggio 2008: Elezioni regionali in Valle d'Aosta del 2008
- 26 maggio 2013: Elezioni regionali in Valle d'Aosta del 2013
- 20 maggio 2018: Elezioni regionali in Valle d'Aosta del 2018
- 20 e 21 settembre 2020: Elezioni regionali in Valle d'Aosta del 2020
- 28 settembre 2025: Elezioni regionali in Valle d'Aosta del 2025

## Elezioni amministrative
- Elezioni amministrative: per i consigli comunali (dal 1993 in poi con elezione diretta del sindaco) e per i consigli provinciali (a elezione diretta dal 1951 al 2013, indiretta dal 2014 in poi).

1. Elezioni amministrative del 1946
2. Elezioni amministrative del 1947
3. Elezioni amministrative del 1948
4. Elezioni amministrative del 1949
5. Elezioni amministrative del 1950
6. Elezioni amministrative del 1951
7. Elezioni amministrative del 1952
8. Elezioni amministrative del 1953
9. Elezioni amministrative del 1954
10. Elezioni amministrative del 1956
11. Elezioni amministrative del 1957
12. Elezioni amministrative del 1958
13. Elezioni amministrative del 1959
14. Elezioni amministrative del 1960
15. Elezioni amministrative del 1961
16. Elezioni amministrative del 1962
17. Elezioni amministrative del 1963
18. Elezioni amministrative del 1964
19. Elezioni amministrative del 1965
20. Elezioni amministrative del 1966
21. Elezioni amministrative del 1967
22. Elezioni amministrative del 1968
23. Elezioni amministrative del 1969
24. Elezioni amministrative del 1970
25. Elezioni amministrative del 1971
26. Elezioni amministrative del 1972
27. Elezioni amministrative del 1973
28. Elezioni amministrative del 1974
29. Elezioni amministrative del 1975
30. Elezioni amministrative del 1976
31. Elezioni amministrative del 1977
32. Elezioni amministrative del 1978
33. Elezioni amministrative del 1979
34. Elezioni amministrative del 1980
35. Elezioni amministrative del 1981
36. Elezioni amministrative del 1982
37. Elezioni amministrative del 1983
38. Elezioni amministrative del 1984
39. Elezioni amministrative del 1985
40. Elezioni amministrative del 1986
41. Elezioni amministrative del 1987
42. Elezioni amministrative del 1988
43. Elezioni amministrative del 1989
44. Elezioni amministrative del 1990
45. Elezioni amministrative del 1991
46. Elezioni amministrative del 1992
47. 6 giugno e 21 novembre 1993: Elezioni amministrative del 1993
48. 12 giugno e 20 novembre 1994: Elezioni amministrative del 1994
49. 23 aprile e 19 novembre 1995: Elezioni amministrative del 1995
50. 9 giugno e 17 novembre 1996: Elezioni amministrative del 1996
51. 27 aprile e 16 novembre 1997: Elezioni amministrative del 1997
52. 24 maggio e 29 novembre 1998: Elezioni amministrative del 1998
53. 13 giugno 1999: Elezioni amministrative del 1999
54. 16 aprile 2000: Elezioni amministrative del 2000
55. 13 maggio 2001: Elezioni amministrative del 2001
56. 27-28 maggio 2002: Elezioni amministrative del 2002
57. 25-26 maggio 2003: Elezioni amministrative del 2003
58. 12-13 giugno 2004: Elezioni amministrative del 2004
59. 3-4 aprile 2005: Elezioni amministrative del 2005
60. 28-29 maggio 2006: Elezioni amministrative del 2006
61. 27-28 maggio 2007: Elezioni amministrative del 2007
62. 13-14 aprile 2008: Elezioni amministrative del 2008
63. 6-7 giugno 2009: Elezioni amministrative del 2009
64. 28-29 marzo 2010: Elezioni amministrative del 2010
65. 15-16 maggio 2011: Elezioni amministrative del 2011
66. 6-7 maggio 2012: Elezioni amministrative del 2012
67. 26-27 maggio 2013: Elezioni amministrative del 2013
68. 25 maggio 2014: Elezioni amministrative del 2014
69. 31 maggio 2015: Elezioni amministrative del 2015
70. 5 giugno 2016: Elezioni amministrative del 2016
71. 11 giugno 2017: Elezioni amministrative del 2017
72. 10 giugno 2018: Elezioni amministrative del 2018
73. 26 maggio 2019: Elezioni amministrative del 2019
74. 20-21 settembre 2020: Elezioni amministrative del 2020
75. 3-4 ottobre 2021: Elezioni amministrative del 2021
76. 12 giugno 2022: Elezioni amministrative del 2022
77. 14-15 maggio 2023: Elezioni amministrative del 2023
78. 8-9 giugno 2024: Elezioni amministrative del 2024
79. 25-26 maggio 2025: Elezioni amministrative del 2025